# Municipio de St. Francis (Illinois)
El municipio de St. Francis (en inglés: St. Francis Township) es un municipio ubicado en el condado de Effingham en el estado estadounidense de Illinois. En el año 2010 tenía una población de 1213 habitantes y una densidad poblacional de 14,47 personas por km².

## Geografía
El municipio de St. Francis se encuentra ubicado en las coordenadas 39°7′49″N 88°24′51″O / 39.13028, -88.41417. Según la Oficina del Censo de los Estados Unidos, el municipio tiene una superficie total de 83.8 km², de la cual 83,8 km² corresponden a tierra firme y (0 %) 0 km² es agua.

## Demografía
Según el censo de 2010, había 1213 personas residiendo en el municipio de St. Francis. La densidad de población era de 14,47 hab./km². De los 1213 habitantes, el municipio de St. Francis estaba compuesto por el 98,6 % blancos, el 0,25 % eran afroamericanos, el 0,74 % eran de otras razas y el 0,41 % eran de una mezcla de razas. Del total de la población el 1,15 % eran hispanos o latinos de cualquier raza.